# NYC Ferry

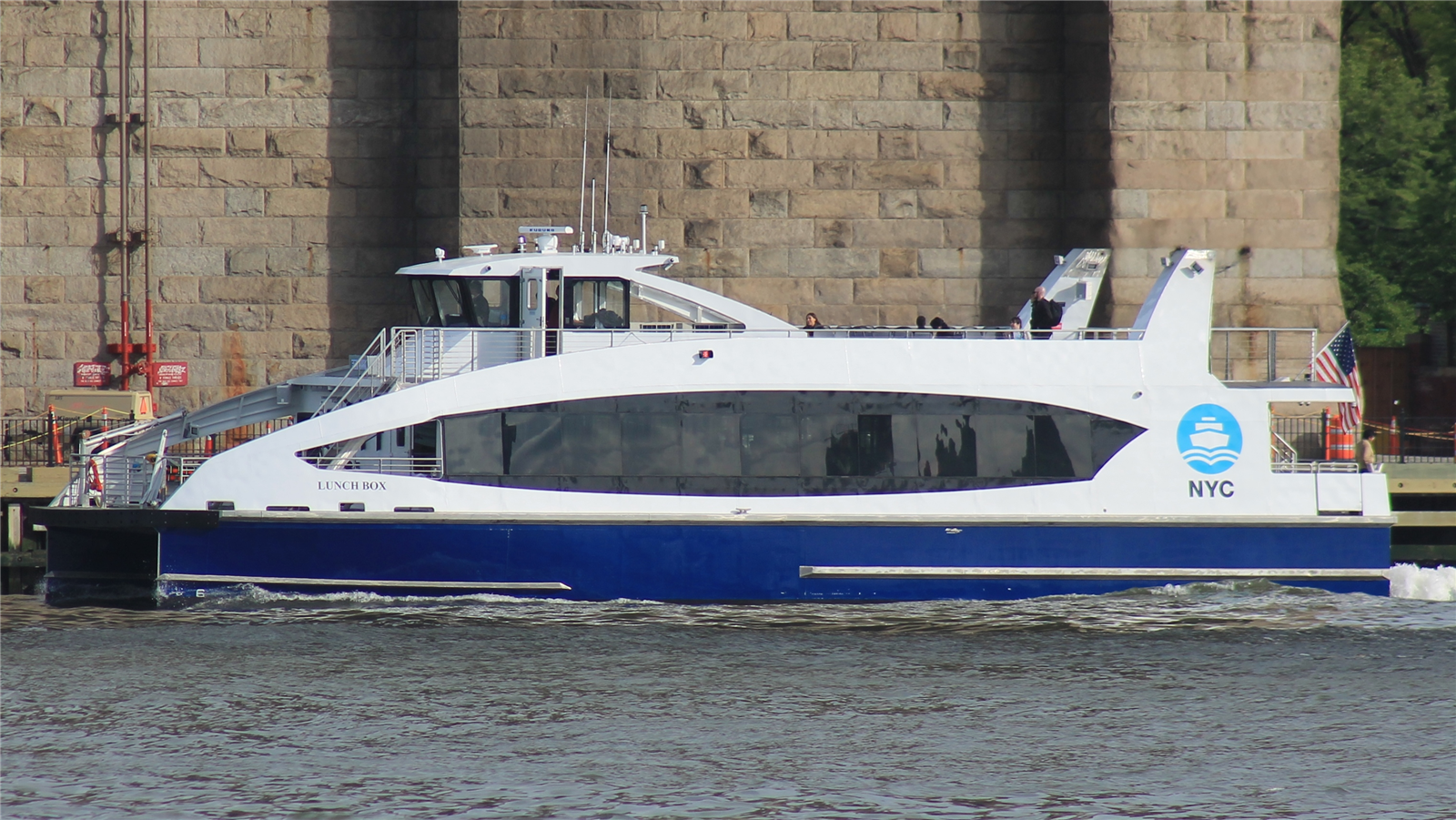
Die NYC-Ferry-Fähre Lunch Box unter der Brooklyn Bridge 2017

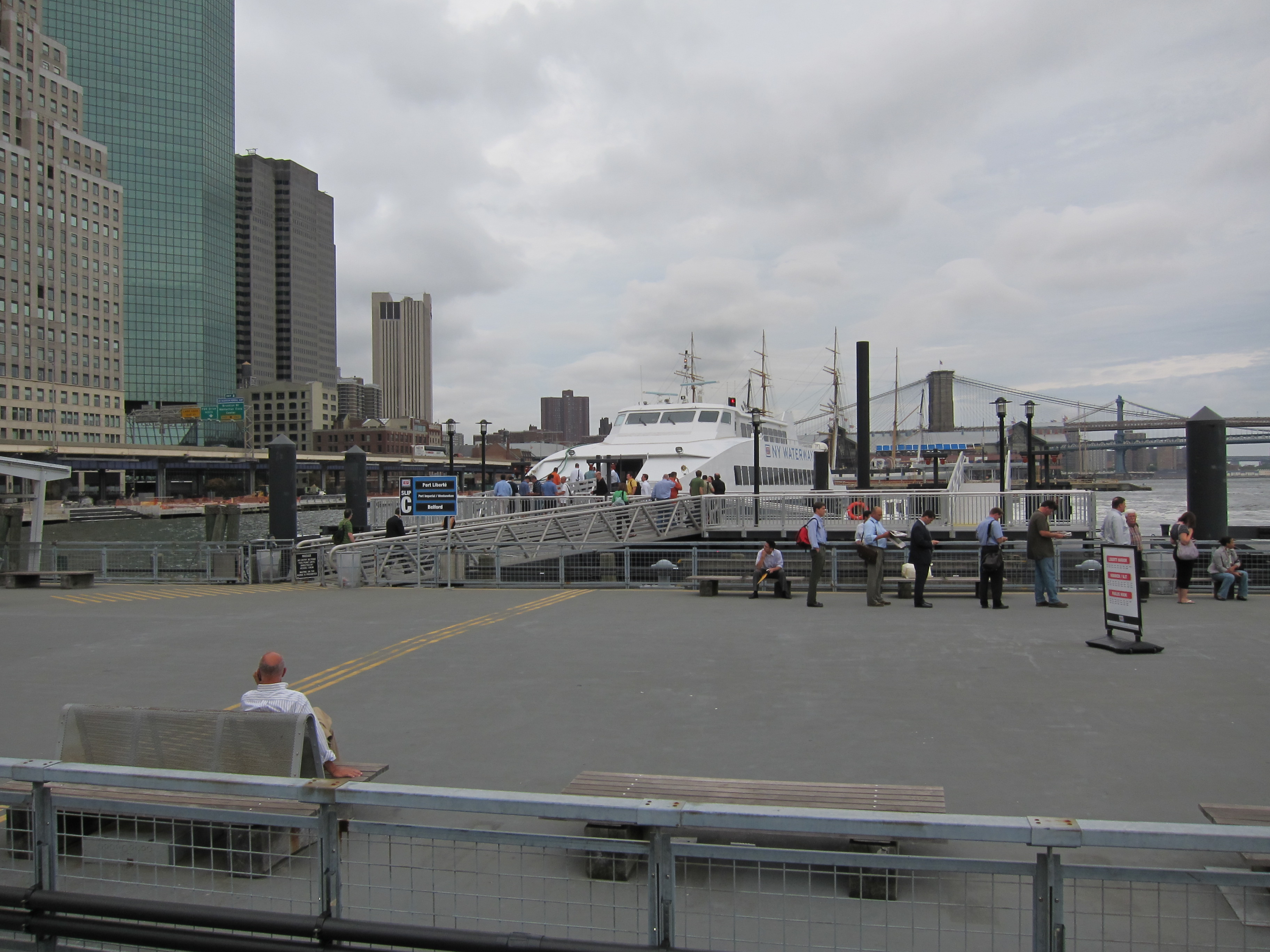
Pier 11 Wall Street, Hauptknotenpunkt der NYC Ferry

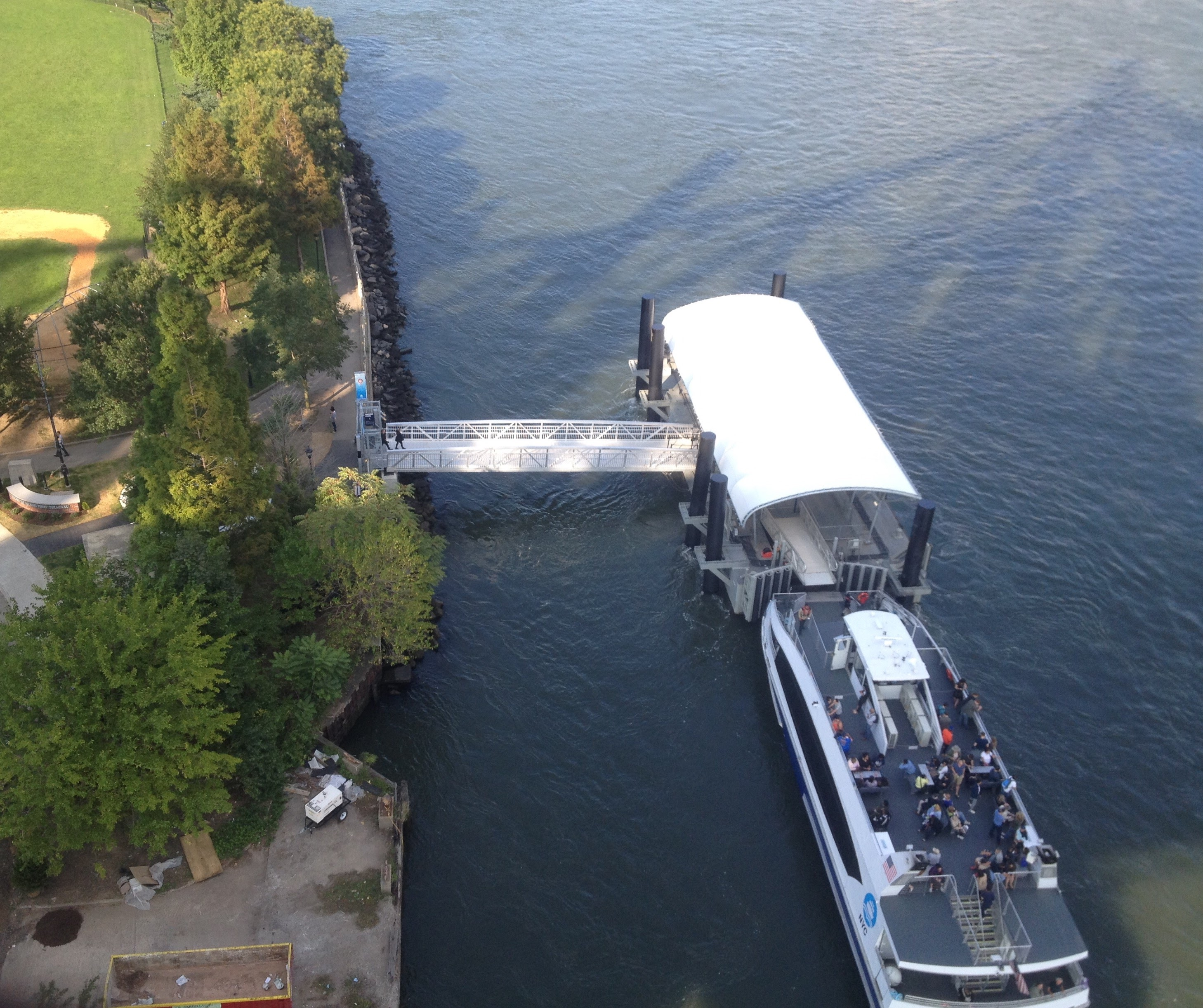
Anleger von Roosevelt Island

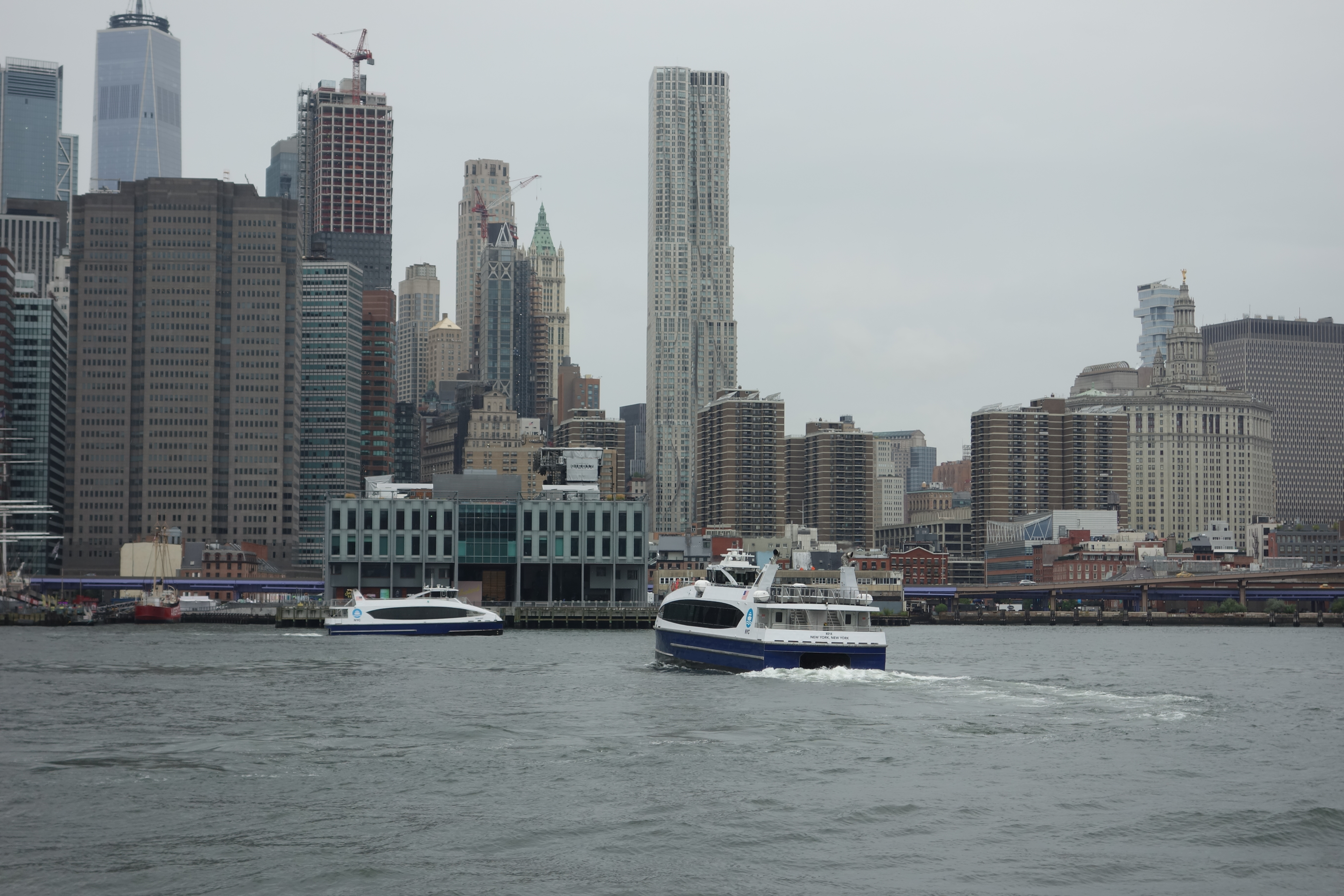
Zwei Fähren vor Lower Manhattan

NYC Ferry ist ein umfangreiches Netz von Fährverbindungen in New York City, das von dem Kreuzfahrt- und Fährunternehmen Hornblower Cruises mit Sitz in San Francisco seit 2017 betrieben wird. Auf sechs Routen sowie einer saisonalen Route werden auf dem East River, dem Hudson River sowie der Upper Bay und Lower Bay 25 Fähranleger in Brooklyn, Manhattan, Queens, The Bronx und Staten Island bedient (Stand: Februar 2022).
NYC Ferry verfügt über insgesamt 38 Fähren (2021), die auf jeder der Routen halbstündlich bis stündlich verkehren. Der Hauptknotenpunkt von NYC Ferry ist der Pier 11 an der Wall Street in Lower Manhattan. Der Heimathafen der Flotte befindet sich rund um Dock 72 in Brooklyn Navy Yard. Eine Einzelfahrt kostet im Normaltarif auf allen Routen 4,00 US-Dollar, wobei auch vergünstigte Zehnertickets sowie ein Sozialtarif angeboten werden. Die Fähren verfügen über eine begrenzte Anzahl von Fahrradstellplätzen. NYC Ferry bietet auch kostenlose Shuttlebusse mit Verbindungen zu den Fähranlegestellen in den Rockaways und Midtown Manhattan an.

## Geschichte
Anfang der 2010er Jahre führten im Auftrag der Stadtverwaltung die New York City Economic Development Corporation (NYCEDC) und die NYC & Company mit der „Wasserweginitiative NYHarborWay“ zusammen mit der New York City Department of Transportation (NYCDOT) Studien und Planungen durch, um ein möglichst einheitliches und leistungsstarkes Fährsystem zu entwickeln, das alle fünf Stadtbezirke von New York City miteinander verbindet. Zunächst entstand 2011 die von „NY Waterway“ betriebene East-River-Fähre, die sieben Fähranleger in den Stadtbezirken Manhattan, Queens und Brooklyn bediente.
NYC Ferry wurde dann Anfang 2015 offiziell unter dem vorläufigen Namen „Citywide Ferry Service“ angekündigt. Am 1. Mai 2017 nahm NYC Ferry den Fährbetrieb auf. Hierbei wurde die East-River-Fähre von NY Waterway als East River-Route (ER) in das Fährliniennetz integriert. Gleichzeitig nahm auch die Rockaway-Route (RW) ihren Dienst auf. Die South Brooklyn-Route (SB) nach Bay Ridge und die Astoria-Route (AST) begannen jeweils im Juni und August 2017. Im August 2018 folgte die Soundview-Route (SV). Die ebenfalls 2018 eingerichtete East Side-Route, die Anleger an der Ostseite von Manhattan verband, wurde 2020 wieder eingestellt. Seit 2019 bietet NYC Ferry mit der Governors Island-Route (GI) eine saisonale Fährverbindung von Lower Manhattan zur Insel Governors Island. Diese Route wird in den Sommermonaten ab Mai nur an den Wochenenden und Feiertagen befahren.
2021 wurde eine zusätzliche Strecke und drei neue Piers in Betrieb genommen. Am 23. August 2021 startete die „St. Georg-Route“, die Staten Island mit Battery Park City in Lower Manhattan und Midtown Manhattan am Pier 79 (W 39th Street) auf dem Hudson River verbindet. Die Soundview-Route wurde Ende Dezember 2021 nach Throgs Neck in der Bronx verlängert. Des Weiteren ist für die Zukunft die „Coney Island-Route“ mit einem weiteren Anleger geplant, die eine Verbindung zwischen Coney Island und Pier 11 in Lower Manhattan mit Zwischenstopp am Brooklyner Stadtteil Bay Ridge über die Upper Bay herstellt. Ein bereits errichteter Fähranleger am Coney Island Creek musste wegen Navigations- und Sicherheitsbedenken wieder entfernt werden. Bis Stand Dezember 2023 konnte noch kein anderer geeigneter Anlandeplatz für einen Fähranleger gefunden werden.

## Fähren
Mit Stand 2021 sind 23 Fähren mit 150 Plätzen und 15 Fähren mit 350 Plätzen im Dienst. Die Fähren wurden speziell für NYC Ferry vom australischen Schiffsbaudesign-Unternehmen Incat Crowther mit Niederlassung in Louisiana entwickelt und von den zwei Werften Metal Shark Boats in Jeanerette (Louisiana) und Horizon Shipbuilding in Bayou La Batre (Alabama) gebaut. Die Boote mit 350 Plätzen fertigte ausschließlich Metal Shark Boats. Alle Fähren haben einen kraftstoffsparenden Aluminium-Rumpf und werden von Motoren angetrieben, die die Emissions- und Kraftstoffnormrichtlinien der Environmental Protection Agency Tier 3 und Tier 4 erfüllen (United States vehicle emission standards). Da die Rockaway-Route u. a. über die Lower Bay führt, erhielt diese Route speziell gefertigte Fähren mit größerem Tiefgang, höherer Bordwand und stärkeren Motoren. Die erste Fähre lief am 13. Februar 2017 in Bayou La Batre vom Stapel. Dieses und weitere Fähren der ersten Generation wurden am 17. April 2017 in Brooklyn Bridge Park getauft. Mittlerweile sind Boote der zweiten und dritten Generation in Betrieb. Nach dem Ausstieg von Horizon Shipbuilding sind neben Metal Shark Boats weitere Werften in Louisiana und Florida am Schiffsbau beteiligt.

## Routen
|     | Linie                  | Relation                                  | Fähranleger | Stadtbezirk                                                    | Betriebszeit               | Fahrzeit   |
| --- | ---------------------- | ----------------------------------------- | --- | -------------------------------------------------------------- | -------------------------- | ---------- |
| ER  | East River-Route       | Hunters Point South ↔ Pier 11/Wall Street | • Hunters Point South (Long Island City) • E 34th Street (Midtown East) • Greenpoint – zurzeit geschlossen • North Williamsburg • South Williamsburg • Dumbo/Fulton Ferry • Pier 11/Wall Street (Lower Manhattan) | Queens Manhattan Brooklyn Manhattan                            | 6:30–22:30                 | ca. 44 min |
| AST | Astoria-Route          | E 90th Street ↔ Pier 11/Wall Street       | • E 90th Street (Upper East Side) • Astoria • Roosevelt Island • Long Island City • E 34th Street • Brooklyn Navy Yard • Pier 11/Wall Street                                                                      | Manhattan Queens Manhattan Queens Manhattan Brooklyn Manhattan | 6:00–22:25                 | ca. 49 min |
| RW  | Rockaway-Route         | Pier 11/Wall Street ↔ Rockaway            | • Pier 11/Wall Street • Sunset Park (Brooklyn Army Terminal) • Rockaway | Manhattan Brooklyn Queens                                      | 5:15–22:10                 | ca. 57 min |
| SV  | Soundview-Route        | Throgs Neck ↔ Pier 11/Wall Street         | • Throgs Neck (Ferry Point Park) • Soundview (Clason Point) • E 90th Street (Upper East Side) • E 34th Street • Stuyvesant Cove (East Village) • Pier 11/Wall Street                                              | The Bronx Manhattan                                            | 5:25–22:05                 | ca. 56 min |
| SB  | South Brooklyn-Route   | Corlears Hook ↔ Bay Ridge                 | • Corlears Hook (Lower East Side) • Dumbo/Fulton Ferry • Pier 11/Wall Street • Atlantic Avenue (BBP-Pier 6) • Red Hook (Atlantic Basin) • Governors Island • Sunset Park • Bay Ridge                              | Manhattan Brooklyn Manhattan Brooklyn Manhattan Brooklyn       | 6:30–22:35                 | ca. 52 min |
| SG  | St. Georg-Route        | St. George ↔ Midtown West                 | • St. George • Battery Park City (Lower Manhattan) • Midtown West (Hell’s Kitchen, Pier 79) | Staten Island Manhattan                                        | 6:35–22:10                 | ca. 30 min |
| CI  | Coney Island-Route     |                                           | |                                                                | geplant                    |            |
| GI  | Governors Island-Route | Pier 11/Wall Street ↔ Governors Island    | • Pier 11/Wall Street • Governors Island | Manhattan                                                      | Wochenende (Mai–September) | ca. 8 min  |

Stand: Februar 2022